# 赤い霊柩車シリーズ
『赤い霊柩車シリーズ』（あかいれいきゅうしゃシリーズ）は、1992年から2023年までフジテレビ系で放送された大映テレビ・フジテレビ製作の2時間ドラマシリーズである。主演は片平なぎさ。
放送枠は「金曜ドラマシアター」（第1作）、「金曜エンタテイメント」（第2作 - 第20作）、「金曜プレステージ」（第21作 - 第33作）、「赤と黒のゲキジョー」（第34作）、「金曜プレミアム」（第35作 - 第37作）。

## 概要
推理作家・山村美紗の作品「葬儀屋社長 石原明子シリーズ」を原作とする。1992年、「金曜ドラマシアター」枠で放送開始。放送開始から25年以上たっても新作が製作されており、2012年までの29作の平均視聴率が17.0%という人気シリーズである。主演の片平は、明子の“幽玄な世界”、秋山隆男と内田良恵の“夫婦漫才”が「当たり前の景色のような安心感」をもたらしていることが長寿シリーズ化につながったのではないかと分析している。
タイトルの赤い霊柩車（赤色の宮型霊柩車）は実在した車両で、同型の霊柩車は富山県内の葬儀屋が所有していたことがある。
オープニングは化野念仏寺の西院の河原に着物姿の片平が立って葬儀の問題について語りかけ、大村と山村による寸劇が挿入後、再び片平の画面に戻り「葬儀のご用命は、石原葬儀社へ」という言葉で締める、というアバンタイトルが使用される。
制作局のフジテレビでは、『土曜ワイド』（2023年3月終了）、『+ストリーム!』から本シリーズの再放送が現在も行われている。地上波の他、BSフジ、フジテレビ721→フジテレビTWOでも再放送されている。
第1回のみ映像がフィルム撮影。第2回から第19回までVTR化。第3回のみ撮像管VTR映像。第5作からはステレオ放送。一部の作品は再放送、BS放送、CS放送では超解像度版（リマスター）にしている。第20回から映像がハイビジョン化され、最終作となる第39回ではシリーズ最初で最後のVFXを駆使したHD24Pによるプログレッシブ撮影で収録された。
2018年11月16日放送の第37作目は、ゲスト出演した江波杏子の遺作の1つとなった（2018年10月27日逝去）。
2019年10月改編により、1984年10月開始の『金曜女のドラマスペシャル』から35年間続いたサスペンスドラマを主軸とした金曜2時間ドラマ枠が完全廃枠となることが明らかとなったが、唯一、「赤い霊柩車」シリーズに関しては同局の2時間ドラマ枠が完全廃枠後も製作が行われており、2020年4月3日に廃枠前の金曜プレミアムとほぼ同じ時間で第38作が放送された。
2023年3月17日に3年ぶりの新作となる、第39作にしてシリーズ最終作「放送開始30周年記念 山村美紗サスペンス 赤い霊柩車 39FINAL 〜弔の京人形〜」が放送され、シリーズ31年の歴史に幕を閉じることとなり、これをもって同局から2時間もののミステリー・サスペンスドラマの放送から名実共に完全に撤退した。放送枠は金曜プレミアム時代(20:00〜21:52、JST、一部系列局を除く)と同様。
本作の終了により、片平が主演を務めたサスペンスドラマシリーズが全て終了することになった。

## ストーリー
京都にある石原葬儀社では先代の社長の遺言を守るべく、奮闘する専務・秋山隆男が今日も仕事に精を出す。
社長である石原明子初め、社員らはそんな彼に振り回されつつ仕事をこなしていく。
秋山は葬儀とあらば何でも受けてしまう。当然、請ける葬儀の中には事件絡みの物も多々ある。

## キャスト

### 主人公と婚約者
石原明子（いしはら あきこ）
演 - 片平なぎさ
主人公。石原葬儀社社長。父親で先代の初代石原葬儀社社長で、現在は故人である石原宗之助（第36作で名前が判明）の長女で東京生まれ。京都女子学院卒業。マンション「ベルメゾン洛南」203号室の入居者。
ジャーナリストになるのが夢だったため、当初は「石原葬儀社の社長は親戚に任せる」と言って継がないつもりだったが、諸事情から結局は継ぐことに。
春彦とは東京で出逢って婚約までしているが、会社が京都にあるため、現在は遠距離恋愛中。度々、監視の厳しい秋山の目を盗んでデートしている。
探索好きが高じ、毎回殺人事件に首を突っ込むクセがあって秋山曰く「探偵ごっこ」を繰り返し、その推理力や着眼点の鋭さから京都府警で「葬儀屋探偵」と呼ばれて認知されている。
原作では東京の大学薬学部を卒業後、薬剤師をやっていたことになっている。
黒沢春彦（くろさわ はるひこ）
演 - 美木良介（第1作）、国広富之（第2作）、神田正輝（第3作 - 第39作）、（高校生：吉田大輝〈第26作〉）
明子の婚約者。東都医科大学の准教授。医師。明子が葬儀社を継ぐ際、医師と葬儀屋のカップルであることに引け目を感じた明子に別れを告げられるが、すぐに寄りを戻した。
当初は何かと殺人事件に首を突っ込む明子のブレーキ役だったが、次第に彼女の影響で詮索好きになってしまった。時折それをぼやいている。
明子からは「春彦さん」秋山や良恵からは「黒沢先生」と呼ばれている。
一人称は「僕」である。
料理が得意。劇中では和食やイタリアン、フレンチを作っている。
医師なので、医師仲間に顔が利き、それが事件解決のヒントになることもある。またパソコンなどにも強い。
原作では「黒沢秋彦（くろさわ あきひこ）」。

### 石原葬儀社
秋山隆男（あきやま たかお）
演 - 大村崑
石原葬儀社の専務。バツイチ。生粋の関西人。原作では年配ではなく、30代の独身男性。
第4作で葬儀の商売30年と語っている。葬儀が生きがいになってしまい、第7作でとうとう「1級葬祭ディレクター」まで取得し、度々1級であることをアピールしている。
明子の父親である亡き先代に拾ってもらった事に恩義を感じており、明子が受け継いだ石原葬儀社を繁盛させることに強い使命感を持っているが、肝心の明子が本業である葬儀そっちのけで探偵ごっこに熱を入れ、事務の良恵も茶菓子ばかり食べてダラダラしており、社内の人間が仕事に専念してくれないためにいつも気苦労が絶えないでいる。
「死んだ人がいる」と耳にすれば半ば強引に葬儀を受けようとするが、決して守銭奴ではない（つい本音を言ってしまって以降、葬儀を断られるというコントはある）。
明子を「明子（あっこ）はん」または「社長」と呼んでいる。初期作では、基本的には「明子（あっこ）さん」と呼んでいた。
葬儀の話になると、いつもは社長である明子に強気に出るが、その時に限り一歩腰を下げお願いするという銭臭さがにじみでている。
ぎっくり腰の気があり、なおかつ顎が外れやすく、明子たちが噂話していると必ずクシャミが出る。
内田良恵（うちだ よしえ）
演 - 山村紅葉
事務員。秋山からは「良恵」、明子からは「良恵さん」と呼ばれている。原作では良子だが、苗字不明。
京おんなであるが、シリーズ途中からは「はんなり」とは程遠くなってしまう。色気より食い気。
普段は(一応カロリー計算はしているものの)菓子ばかり食べてダラダラしているが、電話の応対・葬儀本番での受付や会場の設営等の仕事は真面目に行える。
知り合いに誘われ株を始めたり秋山と同じ葬祭ディレクターの資格を取ろうとしたりする等、度々思いつきで何かを始めるが結果的にはどれも身にならないことが多い。また、結婚詐欺師にも引っかかるという場面もあった。
毎度秋山には「仕事せぇ」「ちゃっちゃと動かんか」などと尻を叩かれ、挙げ句は「邪魔や!!」と厄介者扱いされている。そして口応えをしては反撃を喰らっている。しかし、時には秋山にキツい一言を浴びせて泣かせている。
明子を「明子さん」と呼んで懐いており、春彦とのデートの手引きをしたりもするなど明子たちの恋は応援しているが、非常に口が軽い。第7作から現在まで同じ髪型となっている。
また被害者の葬儀が終わり出棺されるシーンでは彼女が必ず茶碗を割る役割を行っている。※1作目は別
石原宗之助
演 - 加門良（第36作・第37作）
石原明子の父。石原葬儀社先代社長。故人。第37作は志村綾乃が石原葬儀社を訪れたときの明子の後ろにある写真で登場。

### 京都府警察本部
橋口大吾（はしぐち だいご）
演 - 伊庭剛（第1作）、斉藤隆治（第2作 - 第4作）、松永博史（第5作 - 第7作・第10作 - 第12作・第14作・第16作 - 第18作・第20作 - 第39作）、谷山雄二朗（第8作・第9作）、荒木しげる（第15作）
刑事部捜査一課の刑事。階級は警部補。
※第13作の「函館立待岬 喪服の花嫁」と第19作の「見知らぬ招待客」は登場していない。
渡辺
演 - 佐野圭亮（第16作）
刑事部捜査一課の刑事。
佐藤（さとう）
演 - 石原聡（第9作 - 第12作・第15作・第16作）
刑事部捜査一課の刑事。
野村浩一（のむら こういち）
演 - 山口竜央（第27作 - 第35作・第37作 - 第39作）
鑑識課員。
狩矢荘助（かりや そうすけ）
演 - 若林豪
刑事部捜査一課の刑事。階級は警部。悪は絶対に逃がさないタイプ。
「事件性あり」と判断した死亡事件には葬儀にも顔を出す程の現場主義で、必ず明子たちと遭遇する。
基本的には飄々としていて、明子の推理力や観察力・着眼点に一目置いているが、時々明子たちを冷やかしている。
他県で起こった事件でも関係者が京都の人間であると臨場する。琵琶湖、高知県等。
よくコンビを組むのは橋口大吾警部補。
※「狩矢警部シリーズ」「狩矢父娘シリーズ」など、山村美紗の映像化された作品の殆どに登場する架空の警察官。第13作の「函館立待岬 喪服の花嫁」のみ登場していないが、捜査を担当する函館南署の小田切は会議等で面識があると会話には出てくる。

### ゲスト
第1作 - 第20作 / 第21作 - 第39作
◆は赤い霊柩車の棺（第1被害者の意）。第7作は病死。

#### 第1作 - 第20作（1992年 - 2005年）
第1作「京都豪邸密室殺人の謎」（1992年）
- 小笠原信一郎（京北大学文学部 教授） - 大出俊
- 矢野涼子（小笠原家のお手伝い） - 比企理恵
- 小笠原正子（小笠原の妹・独身） - 立石凉子
- 山崎（啓一の父・京北大学 教授） - 平野稔
- 田村彩子（ニュースキャスター・小笠原の愛人） - 三沢明美
- 小笠原加代子（小笠原の妻） - 志乃原良子 ◆
- 杉浦次郎（京北大学文学部 助教授） - 西園寺章雄
- 刑事 - 神田瀧夢
- 中川康子（加代子の母） - 島村晶子
- 山崎啓一（山崎医院 医師・加代子の主治医） - 朝日完記

第2作「黒衣の結婚式」（1993年）
- 西沢雅也（西沢物産 御曹司・和美の婚約者） - 金田賢一
- 井上和美（女優） - 大塚良重 ◆
- 石川葉子（モデル） - 高島礼子
- 小島美紀（井上和美宅の住み込みのお手伝い） - 筒井由美子
- 三田健（俳優） - 谷嶋俊
- テレビ司会者 - 津島令子
- 和美の母 - 阪上和子

第3作「消えた配偶者」（1994年）
- 山口喜美子（麻由子の妹・「琵琶湖グランドホテル」フロント） - 安永亜衣
- 角田麻由子（角田の妻・石原明子の知人） - 岡まゆみ ◆
- 中村雅美（ホステス） - 北原佐和子
- 角田雄二（助教授） - 苅谷信行
- 東伏見警察署 刑事 - 久富惟晴

第4作「二つの墓標」（1995年）
- 尾形啓介（相談役） - 中尾彬
- 若水怜子（寿鳳の後妻） - 佳那晃子
- 若水由美子（寿鳳の先妻の娘） - 吉野真弓
- 若水寿鳳（若水流家元） - 佐原健二 ◆
- 若水信二（寿鳳の弟） - 佐原健二（二役）
- 西木雅也（怜子の元恋人） - 下塚誠
- 若水英夫（寿鳳の先妻の息子） - 海津亮介
- 光代（若水家のお手伝い） - 工藤明子

第5作「華やかな誤算」（1996年）
- 原田映子（石原明子の高校の同級生） - 朝加真由美
- 山内（滋賀県警察 刑事） - 鶴田忍
- 早川夕子（石原明子の高校の同級生） - 中尾貴美子 ◆
- 名加川由紀（石原明子の高校の同級生） - 須部浩美
- 住職 - 北見唯一
- 早川流一郎（伸二の父） - 山本弘
- 早川志奈子（伸二の母） - 池田道枝
- 夕子の母 - 松風はる美
- 滋賀県警察 刑事 - 若林久弥
- 高村愛子（エステティック&スポーツプラザ 社長） - 中島ゆたか
- 早川伸二（夕子の夫・祇園の芸者の息子） - 長谷川初範

第6作「婚約者は死者」（1996年）
- 上山良介（大江原産業 専務） - 京本政樹
- 香山由香里（純一の元恋人） - 鳥越まり
- 大江原純一（大江原産業 社長） - 相島一之 ◆
- 大江原由美（純一の妹） - 花穂まりあ
- 佐田しのぶ（純一の婚約者） - 松原ひろの
- 横山（京洛新報出版 勤務） - 越村公一
- 岡野雅夫（由美の恋人・プロサーファー） - 具志堅安史

第7作「双子の棺」（1997年）
- 片瀬理沙（両親が死亡し祖母の加奈枝と2人暮らし） - 渡辺梓
- 香山千沙（理沙の双子の妹・香山家の養女） - 渡辺梓（二役）
- 黒木（弁護士） - 沖田浩之
- きみ（片瀬家の住み込み家政婦） - 石井トミコ
- 今村 - 牧冬吉
- 沢山伸也（カメラマン） - 田中哲司
- 岡野（警部補） - 松尾勝人
- 片瀬加奈枝（理沙と千沙の祖母・資産家） - 酒井荘子 ◆

第8作「燃える棺」（1997年）
- 入江麻紀子（智夫の妻） - 藤吉久美子
- 入江智夫（加津の甥・人形屋） - 金田賢一
- 入江加津（入江家当主・未亡人） - 奈月ひろ子 ◆
- 工藤健一（加津の愛人・車のセールスマン） - 石田登星
- 横山（京洛新聞 記者・黒沢春彦の知り合い） - 伊藤洋三郎
- 志乃（入江家の家政婦） - 絵沢萌子
- 加津の友人 - 三星登志子
- 園城高義（不動産屋） - 石立鉄男

第9作「大江山鬼伝説殺人事件」（1998年）
- 中田雪子（東洋商事 社員・元チアリーダー） - 小高恵美
- 真野万里子（石原明子の同級生） - 宮崎小枝子
- 笛木陽介（東洋商事 社員・由加里の恋人） - 志村東吾
- 草野二郎（東洋商事 社員・由加里の元恋人） - 西川忠志
- 鈴木麻美（東洋商事 社員） - 西尾まり
- 真野由加里（東洋商事 社員・万里子の妹） - 村上聡美 ◆
- 水沢竜彦（東洋商事 社員・由加里の元恋人） - 向井智紀

第10作「女相続人 死を呼ぶダイヤ」（1998年）
- 西条貞代（ゆかりの母・健太郎の妻） - 柳川慶子
- 西条健太郎（ゆかりの父） - 塙恵介
- 三之矢昇次（しのの甥・リフォーム会社勤務） - 山本陽一
- 岸田エリ（ゆかりの幼馴染） - 石橋けい
- 三之矢康代（昇次の妻・しのの元お手伝い） - 中野若葉
- 西条ゆかり（孝次郎の姪・京南大学英文学部 学生） - 北原真樹 ◆
- 大沢昭（孝次郎の息子） - 鈴木浩司
- 林陽介（ゆかりの元恋人） - 大塚よしたか
- 浜中しの（元資産家・2年前死亡） - 北川博子
- 浜中新也（しのの孫） - 渡辺穣
- 大沢孝次郎（大沢商会 社長） - 西田健

第11作「棺の中の花嫁」（1999年）
- 南田麗子（南田の後妻） - 榊原るみ
- 田中美知子（南田物産 社員・朱雀の花嫁・石原明子とは学生時代からの友人） - 友里千賀子
- 朱雀修一郎（南田物産 営業部長・美知子の花婿） - 西田健
- 葉山（南田物産 専務・妻とは死別） - 森次晃嗣
- 南田良造（南田物産 社長） - 倉石功
- 森脇和男（南田物産 営業課長・千津の花婿） - 菅原加織
- 大林純子（昌子の姉・スナック経営） - 石井苗子
- 南田千津（南田と前妻の娘・森脇の花嫁） - 秦由香里 ◆
- 武村（滋賀県警察 警部） - 塙恵介
- 小川（南田物産 社員・結婚式司会者） - 佐々木誠人
- 大崎（南田物産札幌支社 社員） - 藤田宗久
- 川口明美（森脇の元恋人） - 根本貴美子
- 朱雀昌子（朱雀の前妻・3年前服毒死） - 阿部朋子

第12作「二度死んだ死体」（2000年）
- 沖千沙子（謙一郎の秘書） - 大輝ゆう
- 山田花江（工藤家の家政婦） - 浅利香津代
- 工藤謙一郎（IT会社社長・入婿） - 山下規介
- 工藤美也子（謙一郎の妻） - 円城寺あや ◆
- 小山恵美（謙一郎の妹） - 鈴木奈穂
- 比良山新平（工藤家の隣人） - 小沢象
- 比良山伸彦（新平の息子・ゴルフのレッスンプロ） - 渡辺忠士

第13作「函館立待岬 喪服の花嫁」（2000年）
- 藤村由紀江（フラワーデザイナー・中島の元恋人） - 五十嵐いづみ
- 田中（函館南警察署 刑事・小田切の部下） - 河原崎建三
- 杉本亘（黒沢春彦の大学時代からの親友） - 荒木しげる
- 中島秀一（函館総合病院 医師・真理の花婿） - 竹本孝之
- 杉本真理（杉本の妹・中島の花嫁） - 竹下舞 ◆
- 佐川玲子（函館総合病院 産婦人科医） - 眞山典子
- 小島あや（函館総合病院 看護師） - 片桐由葵
- 北川（函館の葬儀社社長） - 長門裕之
- 大原信也（鶴亀商事 社員・真理の元恋人） - 谷坂寛也
- 社員 - 鈴木美佳
- 小田切（函館南警察署 警部・狩矢荘助の知り合い） - 永島敏行

第14作「完全犯罪を狙った女」（2001年）
- 野口涼子（東都医科大学 元職員・黒沢春彦の知り合い） - 今村恵子（少女期：政田江里菜）
- 村山二郎（村山産婦人科病院 医師） - 鈴木ヒロミツ
- 大川利夫（弁護士） - 藤木孝
- 岡島郁代（デザイナー・涼子の友人） - 大沢逸美
- 田所信也（涼子の別荘の以前の持ち主） - 津村鷹志
- 山本和枝（村山産婦人科病院 看護師） - 山田スミ子
- 上野美佐子（村山の愛人） - 松岡由美
- 中田（滋賀県警堅田警察署 警部） - 山口嘉三
- 大川勝利（大川の息子） - 川口真吾 ◆
- 松本紀子（村山産婦人科病院 元患者・故人） - 太田有美（幼少期：池田晴佳）
- ホテル従業員 - 簗瀬哲

第15作「偽りの葬儀」（2002年）
- 和田美雪（和田としのぶの娘・女子高生） - 柳沢なな
- 大山（高岡中央警察署 捜査主任） - 山形恵介
- 和田信夫（和田商事 社長） - 石立鉄男
- 和田しのぶ（和田の妻・半年前自殺） - 上原由恵
- 横田（高岡中央警察署 刑事） - 石川洋行
- 池内康代（スナックのママ） - 木瓜みらい
- 小川真一（恵子の兄・元コンピューター技師） - 本田清澄 ◆
- 小川恵子（会社員） - 下村恵理
- 車掌 - 橋村琢哉
- 黒江努（和田商事 専務） - 綿引勝彦

第16作「疑惑の嫉妬殺人」（2002年）
- 池上舜一（石原明子の大学の同窓生・美江子の別居中の夫） - 小沢和義
- 池上美江子（石原明子の大学の同窓生・世間知らずで苦労知らずの資産家の娘で池上の別居中の妻） - 栗田よう子 ◆
- 杉坂英二（石原明子の大学の同窓生・美江子のストーカー） - 手塚学
- 町田昭夫（石原明子の大学の同窓生） - 藤波晟
- 小沢麻奈美（石原明子の大学の同窓生） - 松本亜紀絵
- 井上冬子（舜一の会社の部下・絵里子の実妹） - 棟里佳
- 「琵琶湖グランドホテル」従業員 - 飯嶋啓介
- 「琵琶湖グランドホテル」支配人 - 森岡宏亘
- 花屋 - 旭屋光太郎
- 金子絵里子（石原明子の大学の先輩・冬子の実姉） - 沢田亜矢子

第17作「毎月の脅迫者」（2003年）
- 三沢理絵（クラブのホステス） - 渡辺典子
- 松井留美（松井の姪） - 仁藤優子
- 森田加代（松井家のお手伝い） - 沖直未
- 竹内幸久（日本セレモニー 社長・秋山隆男の友人） - 小鹿番
- 山中（高知県警高知中央警察署 警部） - 杜澤たいぶん
- 野村（高知県警高知中央警察署 刑事） - 塩津正幾
- 太田（土産物店員） - 松美里杷
- 石田陽一（松井の甥） - 倉田てつを
- 松井伝吉（資産家） - 寺田農 ◆

第18作「危険な落とし穴」（2003年）
- 松本奈緒美（ショッピングモール「新風館」テナント責任者・片岡の実娘） - 田中美奈子
- 尾上菊代（老舗高級割烹「嵯峨野茶寮」女将） - 未來貴子
- 報道レポーター - 菊田あや子
- 氷川友和（京友禅「氷川」店主） - 鈴木修平 ◆
- 松本千鶴（奈緒美の母・片岡の元妻・故人） - 木村翠
- 氷川美智子（氷川の妻） - 中原翔子
- 鑑識員 - 野地将年
- リポーター - 足立学
- 山崎正幸（片岡の秘書） - 井上純一
- 片岡貴博（片岡の息子） - 小川稔
- 医師 - 平澤洋爾
- レポーター - 友寄由香利、田代光春
- 記者 - 桑原良二
- 片岡太一郎（代議士・奈緒美の実父） - 清水綋治

第19作「見知らぬ招待客」（2004年）
- 吉田夏夫（奈美の連れ子） - 東根作寿英
- 吉田和代（重夫と先妻の娘・夏夫の義姉） - 比企理恵
- 牧文子（看護師・石原明子の大学の後輩） - 中村由真 ◆
- 沢亜由子（クラブ「レイ」元ホステス） - 筒井真理子
- 吉田大二郎（和代の婿・恐妻家） - 小嶋尚樹
- 吉田重夫（吉田総合病院 院長） - 中山克己
- 下村（警視庁刑事） - 江連健司
- 坂本（黒沢春彦の友人） - 高木薫
- ハーブティーギフト店 店員 - 桜井聖
- 中村玲子 - 佐藤和津恵
- 高級レストラン会員クラブ支配人 - 佐藤旭
- 由美（クラブ「レイ」ママ） - 鈴木ひろみ
- 牧美登里（文子の母） - 林美智子
- 吉田奈美（重夫の後妻） - 柏木由紀子

第20作「血の鎮魂歌」（2005年）
- 遠山加津子（義夫の妻） - 大場久美子
- 遠山美加子（信夫の妻） - 若林志穂
- 遠山信夫（志津の次男） - 前田耕陽
- 遠山義夫（志津の長男） - 新藤栄作
- 江藤エリ（志津の秘書） - 吉村涼
- 和泉大和（飛鳥リゾート 元オーナー） - 織本順吉
- 田所安雄（織物職人） - 深見亮介
- 田所頼子（田所の妻） - 田中綾子
- 山口京子（養護園 出身） - 下村恵理
- 平井花恵（京都置屋 女将） - 市川千恵子
- 遠山洋（義夫と加津子の息子） - 池田稜馬
- 遠山真一（信夫と美加子の息子） - 成田翔吾
- 京都愛育園 園長 - 薬師寺順
- 遠山志津（呉服店社長・元芸妓・加津子の実母） - 京唄子 ◆
- 記者 - 桑原良二

#### 第21作 - 第39作（2006年 - 2023年）
第21作「灰色の容疑者」（2006年）
- 梨田絵里子（功一の妻・内田良恵の友人・洛北中央病院 元薬剤師） - 小松千春 ◆
- 石野ユリ（人材派遣会社「祇園囃子」社長） - 今村恵子
- 田代利男（須美子の内縁の夫・ホストクラブ経営） - 曽我廼家文童
- 梨田（須美子の夫・絵里子の父・資産家・故人） - 潮哲也
- ユリのマンション管理人 - 水森コウ太
- 清美（祇園囃子 社員） - 中野若葉
- あかね（洛北中央病院 看護師） - 藤咲舞
- メンバーズクラブ「GION」マスター - 山口竜央
- 借金取り - 谷坂寛也
- 梨田功一（洛北中央病院 医師・入婿で旧姓「小野寺」） - 石橋保
- 浜村まゆみ（洛北中央病院 看護師・内田良恵の友人） - 北原佐和子
- 梨田須美子（絵里子の母・絵里子が高校生のとき田代と家を出る → 梨田の死後 田代と家に戻る） - 丘みつ子

第22作「代理妻殺人事件」（2007年）
- 荒木和美 - 小沢真珠
- 岡田総一郎（岡田興産 社長） - 中島久之
- 岡田孝次郎（総一郎の弟） - 乃木涼介
- 岡田咲子（考次郎の妻） - 岩本千春
- 野口かな子（川島産科醫院 看護師） - 川俣しのぶ
- 大野（大野呉服店 社長） - 鈴木慎平
- 鶴田（弁護士） - 青島健介
- 掛川（弁護士） - 山田百貴
- 川島純司（川島産科醫院 医師） - 林泰文
- レポーター - 小森郁子
- 岡田洋一（総一郎の息子） - 長島暉実
- 杉三千彦（自然染色デザイナー） - 西川忠志
- 岡田千枝（総一郎の妻） - 岡まゆみ ◆

第23作「聰明な殺意」（2008年）
- 野村麻子（クラブ「初音」ホステス・源氏名「マコ」・石原明子の大学の後輩） - 大西結花
- 青木珠理（クラブ「初音」ホステス・マンション「ベルメゾン洛南」303号室の入居者） - 村井美樹 ◆
- 裕子（クラブ「初音」ママ） - 日向明子
- 柳沢（京友禅職人） - つじしんめい
- 北条靖（投資ファンド「洛陽」社長） - 木下政治
- 野上邦彦（洛南総合病院 外科部長） - 山口竜央
- 井上利明（むさし乃呉服 京都支社 営業本部長・婿養子で旧姓「田中」） - 相島一之
- 村上（関東芸術大学 教授） - 小島康志
- 川淵（むさし乃呉服 本社 社員） - 大橋一三
- 井上（未知子の父・むさし乃呉服 社長） - 森富士夫
- 井上（未知子の母） - 川口節子
- 井上未知子（利明の妻・高校教師） - 有森也実

第24作「死者からの贈り物」（2009年）
- 小田夕子（大石の助手） - 小野真弓（幼少期：春日香音） ◆
- 小田孝介（夕子の義父） - 潮哲也
- 小田真澄（夕子の義母・小田の妻） - 重田千穂子
- 若木太郎（大路総合病院 医師） - 宮下裕治
- 村西麻里子（大路総合病院 看護師） - 長谷川かずき
- 戸田藍子（大路総合病院 看護師） - 内田もも香
- 啓子（広告会社「トータルイベンター」社員） - 鈴木美恵
- 加納英夫（トータルイベンター 社員・夕子の元恋人） - 安藤彰則
- 小田雅人（孝介の兄・夕子の実父・故人） - 山口竜央
- 栗原（大路総合病院 受付） - 大田沙也加
- 妊婦 - 若井尚子
- 吉岡美保子（大路総合病院 看護師・夕子の実母） - 多岐川裕美
- 仏壇店店主 - 平澤洋爾
- 山本律子（レストラン店員） - 東岡亜美
- 石川加奈子（大石の助手） - 山田真由子
- 大石大輔（京南大学医学部 教授） - 長谷川初範

第25作「呪いの絵馬」（2010年）
- 原沢志乃（真実の秘書） - いとうあいこ
- 棚橋清子（仕出し屋） - 東てる美
- 岡田寿夫（奈津の夫） - 金山一彦
- 夏目房子（シンデレラパートナーズ 幹部） - 宮地雅子
- 村田泰江（シンデレラパートナーズ 幹部） - 大島蓉子
- 日吉麻里（シンデレラパートナーズ 幹部） - 中野若葉
- 桜井由美（シンデレラパートナーズ 幹部） - 大沢さやか
- 岡田奈津（元ホステス・故人） - 笹峯愛（幼少期：伊藤星）
- 神代真実（株投資グループ「シンデレラパートナーズ」主宰者） - 川島なお美
- 午端邦夫（帝国証券営業部 社員） - 平久保雅史 ◆
- 司会者、アナウンサー - 里見まや

第26作「黒い同窓会」（2010年）
- 池田亜矢（結婚式場「ウェディングシャロン」のウェディングプランナー・黒沢春彦の高校の仲良し6人組の一人） - 山下容莉枝（高校生：提坂笑加） ◆
- 多田梨世（ウェディングシャロンのウェディングプランナー） - 濱田万葉
- 玉井奈緒（ウェディングシャロン 社員） - 加賀美早紀
- 藤原幸男（ウェディングシャロン 社長・しのぶの夫） - 黒田アーサー
- 志村（不動産会社社員） - ミスターちん
- 村山（京都府警察 刑事） - 山口竜央
- 河合俊介（黒沢春彦の親友・高校の仲良し6人での卒業旅行中に崖から転落し死亡） - 太賀
- 藤原しのぶ（ウェディングシャロン 専務・黒沢春彦の高校の仲良し6人組の一人） - 朝加真由美（高校生：岩清水華衣）
- 河合治子（俊介の母・特別養護老人ホーム「醍醐苑」入所者） - 島かおり
- レポーター - 宮下佳奈
- 与那忠志（総菜屋・黒沢春彦の高校の仲良し6人組の一人） - 大友康平（高校生：木咲直人）
- 中川久美子（ウェディングシャロン 社員・黒沢春彦の高校の仲良し6人組の一人） - 高橋ひとみ（高校生：上脇結友）

第27作「魔女の囁き」（2011年）
- 石川マリ（レストラン「京かぶら」フロアマネージャー・篠原健治の婚約者・学生時代は弓道部員） - 高橋かおり（高校生：石田佳蓮）
- 沢イサオ（カメラマン・加代子の恋人） - 川岡大次郎（高校生：花岡拓未）
- 川嶋加代子（レストラン「京かぶら」店長） - 山田麻衣子
- 川嶋大介（加代子の父・「ホテル銀河」元オーナー） - 藤田宗久 ◆
- 笠山美奈子（レストラン「京かぶら」配膳） - 阿南敦子
- 室井（居酒屋「鳥京」店主） - 大西耕治
- 宮前由紀（バー「ARTEMIS」バーテンダー） - 街田しおん
- 染井（右京宣広社 社員） - 鈴木博之
- 篠原健治（あさみの息子・元デザイナー・3年前事故死） - 阿波加貴文（少年期：村山謙太）
- 大澤（弁護士） - 牧村泉三郎
- 永井聖子（アパレル店店長） - 遼河はるひ
- 絵里子（富山聖林中学校 教師・マリの弓道部時代の後輩） - 中村高華
- 和田あさみ（レストラン「京かぶら」店員・川嶋家の家政婦・バツイチで離婚する前の姓は「篠原」） - 竹下景子

第28作「漆黒の記憶」（2011年）
- 山城麻里子（華道家・由加子の友人） - 持田真樹（中学生：有川結女）
- 加津山雄二（京洛繊維 社員・由加子と野上の友人・桐村の親友） - 田中幸太朗
- 野上和彦（由加子の同僚） - 池田努 ◆
- 桐村裕太（由加子の元婚約者・京洛繊維 元社員・半年前 崖から転落死） - 菊池健一郎
- 旅館「春草盧」女将 - 村上理子
- 山城絵美（麻里子の妹・父の死後 いじめを苦に飛び降り自殺・当時小学4年生） - 今井風花
- 親王寺美知子（由加子の妹・旅館「春草盧」仲居・記憶喪失） - 安達祐実
- 山城誠一（麻里子と絵美の父・染物工場経営者・従業員殺害容疑で逮捕 → 拘置所で脳溢血で死亡） - 石田智宏
- 親王寺耕介（由加子と美知子の父・元ジャーナリスト・故人） - 佐藤旭
- 親王寺由加子（フリーライター・石原明子の編集者時代の後輩） - 中山忍

第29作「慟哭の再会」（2012年）
- 水尾香織（水尾と前妻の長女・ブティック「イヴェール」経営者） - 雛形あきこ
- 水尾リサ（マユの実子・1年前の2011年5月8日 交通事故で死亡） - 原田夏希
- 杉下重雄（弁護士・マユの友人） - 大石吾朗
- 平山フミ（水尾家の家政婦） - あめくみちこ
- 笠原（水尾家の顧問弁護士・香織の婚約者） - 金児憲史
- 水尾桜（水尾と前妻の三女・イタリアンレストランのアルバイト） - 大村彩子
- 水尾玲子（水尾と前妻の次女・香織の共同経営者） - 杵鞭麻衣 ◆
- 平山邦夫（フミの兄・会社社長） - 山上賢治
- イタリアンレストラン店長 - 外能久
- 今岡拓海（イタリアンレストランの料理人・桜の恋人） - 花戸祐介
- 水尾マユ（水尾の後妻・石原明子の高校時代の恩師） - 若尾文子
- 原田聡美（ブティック「イヴェール」従業員） - 佐藤もみじ
- さっちん（石原明子の高校時代の同窓生） - 田尾きよみ
- 葬儀社「ひかりメモリアル」従業員 - 南羽翔平
- 水尾（資産家・3年前病死） - 久保田武志

第30作「龍野武者行列殺人事件」（2012年）
- 二条路あかね（紅子の長女・23年前 イギリスで千草を出産 → 翌年 渋川と結婚後失踪 → 富山で「山田洋子」と名乗り納棺師） - とよた真帆（後編のみ）
- 沢木千草（石原葬儀社 新入社員・沢木とあかねの娘） - 黒川智花
- 盛田和夫（千草の幼馴染・信也の親友） - 木村了（前編のみ）
- 二条路雪子（紅子の次女・二条路醤油 社長・気位が高くて意地の悪い顔と傲慢な性格） - 田中美奈子
- 盛田理恵子（和夫の母・喫茶店経営） - 美保純（前編のみ）
- 木田民子（二条路家の家政婦・秋山隆男の知人） - 鷲尾真知子
- 渋川太郎（渋川水産 社長・あかねの元夫） - 中村有志
- 東山宗助（東山家当主） - 安藤一夫
- 野川茂（二条路醤油 従業員） - まいど豊
- 余木公一郎（良樹の甥・余木醤油 社長） - 宮下裕治
- 三山初音（三山家当主） - 大沢ゆかり
- 二条路信也（雪子の息子・千草の婚約者・二条路醤油 専務） - 塩田貞治（前編のみ） ◆
- 余木良樹（余木家当主・余木醤油 元社長・あかねの実父・千草の実祖父） - 夏八木勲
- 二条路紅子（二条路家当主・二条路醤油 会長・あかねの母・千草の祖母） - 草笛光子
- 宮原（葬儀屋・秋山隆男の弟子） - 旭屋光太郎（前編のみ）
- 千草のアパート管理人 - 内田尋子（前編のみ）
- 祭り人 - 唐木太（前編のみ）
- トンボを追う少女 - 田中葵（前編のみ）
- 菊池（菊池葬儀社 社長） - 掛田誠（後編のみ）
- 小宮山（富山県警富山東警察署 刑事） - あべかつのり（後編のみ）
- 小池美砂子（田舎芸者「鶴千代」・22年前 行方不明 → 白骨死体で発見） - 山崎未花（後編のみ）
- 新谷智恵子（龍野芸者の置屋の元女将） - 三谷侑未（後編のみ）
- 冒頭の白骨死体発見者 - 平尾仁（後編のみ）、土屋美穂子（後編のみ）
- 三山陽介（三山家の嫡男・余木醤油 元社員・2年前 龍野の騎馬武者行列の最中死亡） - 上野山浩
- 東山栄治（東山家の嫡男・陽介の友人・1年前 龍野の騎馬武者行列の最中死亡） - 内ヶ崎ツトム
- 沢木光男（立町駐在所 警察官・千草の実父） - 石黒賢

第31作「追憶の彼岸花」（2013年）
- 志野あけみ（千鶴の妹・鈴子とかおりの叔母・中華料理店店員） - 井上和香
- 岡田千鶴（手描き友禅作家・失踪中） - 西尾まり
- 浜崎文也（手描き友禅工房「浜崎」主人） - 趙珉和
- 岡田鈴子（岡田と千鶴の長女） - 菊池和澄
- 堀口政夫（九条出版 編集者） - 遠山俊也 ◆
- 広瀬裕二（中華料理店店主・あけみの同棲相手） - 石塚義之
- 尾伊川竜一（尾伊川ローン 代表取締役） - 宮本大誠
- 岡田悟志（千鶴の夫・3年前病死） - 京極圭
- 本庄沙希（画家・アトリエ沙希 店主） - 国生さゆり
- 桜泉幼稚園 園長 - 上岡紘子
- 佐伯（九条出版 編集者・堀口の後任） - 柳東士
- 千鶴の噂をしている主婦 - しのへけい子、柳岡香里
- 不動産業者 - 古沢一郎
- リポーター - 新井賀子
- 岡田かおり（岡田と千鶴の次女・5歳・2か月前絞殺） - 平澤宏々路
- 本庄結衣（沙希の娘・5年前 頭を打ってしばらくしてから容体が急変し死亡） - 新井美羽

第32作「羅刹の三姉妹」（2013年）
- 名木千鶴（志津子の次女・鶴千代の実娘・実母の失踪後（実際は殺害された後）に志津子の養女となる） - 葉月里緒奈（4歳：玉野るな）
- 名木麻美（志津子の三女） - 馬渕英俚可
- 君島荘司（家元の直弟子） - 本宮泰風
- 立石一馬（名木流 京都支部長） - ヨシダ朝 ◆
- 山田（古美術「山田堂」店主） - 浅見小四郎
- 名木夕美子（志津子の長女・石原明子が昔通っていた茶道教室の先生・実は28年前に鶴千代を殺害した実行犯） - 清水美沙（少女期：小川ひかる）
- 立石元子（立石の妻） - 泉関奈津子
- 久松聡子（ホステス・君島の愛人） - 高島優子
- 鶴千代（祇園の芸子・家元の愛人で千鶴の実母・28年前に失踪するが、実際は子供の頃の夕美子に殺害されている） - 立石由衣
- 君福（鶴千代の友人） - 蓬萊照子
- 鶴千代の近所 - 中井多栄子
- 久松聡子の近所の主婦 - 上杉二美
- 娘を叱っている母親 - 竹内希実
- 名木志津子（名木流家元「名木徳修」の妻） - 丘みつ子

第33作「卒都婆小町が死んだ」（2014年）
- 梅溪美鈴（美容院オーナー・元女優） - 藤真利子
- 鷺村菊三郎（鷺村流家元・美鈴の女優時代からの知り合い） - 三浦浩一
- 杉田鷹次郞（菊三郎の次男・蘭之介の腹違いの弟・新人能楽師・菊三郎と万知子の子） - 中山優馬
- 藤川小蝶（女優・日本舞踊の家元の娘・菊三郎の恋人） - 篠原真衣
- 島村かすみ（料亭「島乃井」若女将） - 田中広子 ◆
- 鷺村蘭之介（菊三郎の長男・能楽師） - 柾木玲弥
- 桂木浩（春観出版 編集者） - 小川隆市
- 谷原詩織（西京医科大学 医師・黒沢春彦に歪んだ恋心を抱き、明子に別れろと迫った） - 幸田尚子
- ニュースキャスター - 小宮凛子（二役）
- 戸羽万知子（女優・鷹次郞の実母・鷺村流先代家元の後妻と一番弟子の子） - 池上季実子（28年前：小宮凛子）

第34作「偽りの代償」（2014年）
- 高野真弓（つまみ細工工芸品の職人） - 櫻井淳子
- 池部鈴子（資産家） - 赤座美代子
- 池部武史（鈴子の息子） - 合田雅吏
- 三谷昌幸（呉服店「近江屋」専務・治代の甥） - 池田努
- 三谷治代（呉服店「近江屋」社長） - 木村有里 ◆
- 小川靖子（シングルマザー・レンタルサポート「ファミーユ」の登録者） - 佐伯日菜子
- 内藤良太（真弓の兄・元キャバクラ従業員・高野美咲殺害の容疑者） - 相馬一貴
- 山本（京都洛中医科大学病院 看護師） - 吉井宇希
- 高野美咲（修介の姉・元キャバクラ嬢・20年前死亡） - 増田みずき
- 大池功男（レンタルサポート「ファミーユ」店員） - 船阪裕貴
- 呉服店「近江屋」店員 - 高梨萌美
- レンタル彼氏 - 鏡憲二
- 高野（修介と美咲の母・シングルマザー） - 白井久子
- 春彦（イントロの若い父親） - 三角園直樹
- イントロの若い母親 - 愛華美樹
- 小川未知（靖子の娘・レンタルサポート「ファミーユ」の登録者） - 須田理央
- 高野修介（真弓の夫・旅行会社をリストラ・レンタルサポート「ファミーユ」の登録者） - 葛山信吾（中学生：西野隼人）

第35作「黒の審判」（2015年）
- 安藤杏子（老舗料亭「和楽」仲居・相沢里香の大学の仲良し5人組の一人） - 杉田かおる
- 志村陽介（ケースワーカー・黒沢春彦の友人） - 宮川一朗太
- 田島沙織（老舗料亭「和楽」女将・相沢里香の大学の仲良し5人組の一人） - 渡辺梓 ◆
- 伊藤雪枝（主婦・相沢里香の大学の仲良し5人組の一人） - 山下裕子
- 相沢里香（大学の仲良し5人で創作和菓子屋「ゆきかざり」を経営 → 6年前 里香が転落死 → 閉店） - 寺田千穂
- 田島隆男（沙織の夫） - 金尾哲夫
- 加藤（老舗料亭「和楽」板前） - 児玉貴志
- 刑事 - 林和義
- 村瀬（大野の元上司） - 西本竜樹
- 佐伯加奈子（相沢里香の大学の仲良し5人組の一人） - 南野陽子
- 波野海斗（京神セレモニー 社員） - 速田隆成
- 京神セレモニー 社員 - 宮地眞理子
- 大野智久（創作和菓子屋「ゆきかざり」の出入り業者・6年前自殺） - 土田卓
- 相沢フミ（里香の母・生活保護受給者） - 佐々木すみ江

第36作「惻隠の誤算」（2016年）
- 寺石明生（正山の弟子・生け花師範） - 浅利陽介（赤ん坊：岡本燈 / 小学生：高松栄太） ◆
- 朱雀太一郎（正山と尚美の息子・経営コンサルタント） - 庄野崎謙（小学生：香具青汰）
- 朱雀尚美（正山の妻） - 奈良富士子
- 大久保義徳（正山の一番弟子） - 湯江健幸
- 犬飼里緒（正山の弟子） - 黒坂真美
- 高山（光子の葬式依頼者） - 樋渡真司
- 青木（レストランのオーナー） - 植木紀世彦
- 西島清（朱雀家の運転手） - ベンガル
- 香坂光子（明生の母） - 金沢きくこ
- 児童養護施設「きぼうの星学院」職員 - 市川千恵子
- 宮司 - 唐沢民賢
- 香坂家の近所 - 上村依子
- 朱雀流お手伝い弟子 - 青木志隠
- 朱雀正山（朱雀流家元） - 篠田三郎

第37作「猫を抱いた死体」（2018年）
- 豊駒（置屋「志むら」芸妓） - 佐藤仁美
- 駒菊（置屋「志むら」芸妓） - 映美くらら
- 早川総一郎（京都府議会議員） - 見栄晴
- 杉村五郎 （仕出し屋「すぎむら」社長） - 諏訪太朗
- 森岡道夫（甘味喫茶「かざみ屋」主人・愛猫モモの飼い主） - 宮下裕治 ◆
- 千代駒（置屋「志むら」芸妓） - 田中真琴
- 甘味喫茶「かざみ屋」従業員 - 三輪和音
- 照屋ホテル 社員 - 福澤重文
- 志村綾乃（置屋「志むら」女将） - 江波杏子
- 増谷康弘（ましや呉服 社長） - 佐戸井けん太

第38作「結婚ゲーム」（2020年）
- 静川佐和子（翻訳家・結婚詐欺被害者） - 矢田亜希子
- 名木隆一（圭一の共同経営者） - 河相我聞
- 眞鍋剛（地上げ屋） - 榊英雄
- 新山加代（旅行会社「京都ツーリスト」OL・結婚詐欺被害者） - 小野真弓
- 沢田圭一（輸入雑貨商社「SNライフ」社長・沢田屋旅館の長男） - 金児憲史 ◆
- 北里美也子（京明国際大学国文学研究室 准教授・結婚詐欺被害者） - 渚あき
- 沢田常子（沢田屋旅館の先代の後妻・玲二の母・圭一の義母） - 福井裕子
- 田渕（老人福祉施設建設の反対派） - 林和義
- 食堂の主人 - 出口高司
- 老人福祉施設建設の反対派 - 加瀬澤拓未
- 眞鍋の部下 - 増本尚
- 市川英明（元医師・春彦の恩師） - 竜雷太
- 沢田玲二（圭一の義弟） - 植田恭平
- 藤村真弓（詩織の幼馴染） - 羽柴志織
- 市川詩織（市川の娘・7年前自殺） - 田村優依

第39作「弔の京人形」（2023年）
- 原口三奈代（看護師） - 奥貫薫（幼少期：佐藤心雪）
- 九条万葉（介護ヘルパー・元友禅下絵師） - 羽場裕一 ◆
- 武藤紘一（武藤紘一デザイン事務所 社長・九条の弟子） - 石井正則
- 西崎竜也（バーテンダー・朱と椿の息子） - 佐藤寛太（幼少期：小堤那祿）
- 糸谷将太（葬儀の依頼者） - 山崎裕太
- 糸谷あや（将太の妹） - 景井ひな
- 村井久美子（車椅子の女性） - 小柳友貴美
- 西崎椿（朱の妻・30年前病死） - 田山由起
- 中江伊織（タクシー運転手・九条の弟子・明子の幼馴染） - 松下由樹
- 西崎朱（西崎京人形工房 主人・九条の幼馴染） - 榎木孝明

## スタッフ
- 編成企画 - 狩野雄太（フジテレビ / 第39作）
- 脚本 - 石原武龍（第18作 - 第28作・第30作・第32作 - 第34作・第37作）、高橋麻紀（第29作・第31作）、岡崎由紀子（第34作）、福田卓郎（第35作・第36作）、金井寛（第38作・第39作）
- 監督 - 本橋圭太（第23作 - 第25作・第27作・第28作・第30作・第33作・第37作・第39作）、樹下直美（第29作・第31作・第32作・第34作・第35作）、葉山浩樹（フジテレビ / 第26作・第36作）、大内隆弘（第38作）
- ナレーター - 石井正則（第37作）
- 企画協力 - 野木小四郎（大映テレビ、以前はプロデューサー）
- プロデューサー - 八木亜未（大映テレビ）
- 制作 - フジテレビ
- 制作著作 - 大映テレビ株式会社

### 過去のスタッフ
- 編成企画 - 太田大（フジテレビ）、増本淳（フジテレビ）
- 企画 - 河野雄一・鈴木哲夫・小林義和・清水賢治・長部聡介・金井卓也（フジテレビ）、柳田博美（大映テレビ）ほか
- 脚本 - 長野洋（第1作 - 第17作）
- 音楽 - 甲斐正人（第1作）、小六禮次郎（第2作 - 第5作）、菊池俊輔（第6作 - 第29作）
- 監督 - 土井茂（第1作）、合月勇（第2作 - 第6作・第8作 - 第22作）、井上芳夫（第7作）
- プロデューサー - 杉尾敦弘・保原賢一郎・瀧山麻土香・金井卓也（フジテレビ）、柳田博美・千原博司・佐野奈緒子・長坂淳子・木村康信・熊谷理恵・都築歩（大映テレビ）ほか

## 放送日程
| 話数 | 放送日            | サブタイトル            | 原作                                                  | 脚本                | 監督     | 視聴率 |
| ---- | ----------------- | ----------------------- | ----------------------------------------------------- | ------------------- | -------- | ------ |
| 1    | 1992年03月06日    | 京都豪邸密室殺人の謎    | 「赤い霊柩車」                                        | 長野洋              | 土井茂   |        |
| 2    | 1993年06月04日    | 黒衣の結婚式            | 「黒衣の結婚式」                                      | 長野洋              | 合月勇   |        |
| 3    | 1994年07月15日    | 消えた配偶者            | 「消えた配偶者」                                      | 長野洋              | 合月勇   | 16.1%  |
| 4    | 1995年03月17日    | 二つの墓標              | 「二つの墓標」                                        | 長野洋              | 合月勇   | 19.9%  |
| 5    | 1996年01月26日    | 華やかな誤算            | 「華やかな誤算」                                      | 長野洋              | 合月勇   | 20.5%  |
| 6    | 10月18日          | 婚約者は死者            | 「婚約者は死者」                                      | 長野洋              | 合月勇   |        |
| 7    | 1997年04月11日    | 双子の棺                | 「双子の棺」                                          | 長野洋              | 井上芳夫 | 19.6%  |
| 8    | 12月26日          | 燃える棺                | 「燃える棺」                                          | 長野洋              | 合月勇   | 17.8%  |
| 9    | 1998年10月02日    | 大江山鬼伝説殺人事件    | 「大江山鬼伝説殺人事件」                              | 長野洋              | 合月勇   | 17.9%  |
| 10   | 12月25日          | 女相続人 死を呼ぶダイヤ | 「死を呼ぶカーディガン」                              | 長野洋              | 合月勇   | 16.4%  |
| 11   | 1999年10月22日    | 棺の中の花嫁            | 「京都新婚旅行殺人事件」                              | 長野洋              | 合月勇   | 19.5%  |
| 12   | 2000年04月28日    | 二度死んだ死体          | 「化粧した死体」                                      | 長野洋              | 合月勇   | 19.8%  |
| 13   | 10月13日          | 函館立待岬 喪服の花嫁   | 「愛の立待岬 京都・函館殺人事件」                     | 長野洋              | 合月勇   | 19.4%  |
| 14   | 2001年10月12日    | 完全犯罪を狙った女      | 「琵琶湖別荘殺人事件」                                | 長野洋              | 合月勇   | 17.3%  |
| 15   | 2002年04月05日    | 偽りの葬儀              | 「京都二年坂殺人事件」                                | 長野洋              | 合月勇   | 19.8%  |
| 16   | 10月04日          | 疑惑の嫉妬殺人          | 「偽りの遺留品」                                      | 長野洋              | 合月勇   | 17.1%  |
| 17   | 2003年06月13日    | 毎月の脅迫者            | 「毎月の脅迫者」                                      | 長野洋              | 合月勇   | 17.2%  |
| 18   | 10月10日          | 危険な落とし穴          |                                                       | 石原武龍            | 合月勇   | 15.5%  |
| 19   | 2004年10月08日    | 見知らぬ招待客          | 「見知らぬ招待客」                                    | 石原武龍            | 合月勇   | 18.2%  |
| 20   | 2005年10月14日    | 血の鎮魂歌              | 「血の鎮魂歌」                                        | 石原武龍            | 合月勇   | 17.5%  |
| 21   | 2006年10月06日    | 灰色の容疑者            | 「灰色の容疑者」「殺しの乱数表」                      | 石原武龍            | 合月勇   | 18.1%  |
| 22   | 2007年10月05日    | 代理妻殺人事件          | 「代理妻殺人事件」                                    | 石原武龍            | 合月勇   | 15.7%  |
| 23   | 2008年10月10日    | 聰明な殺意              | 「聰明な殺意」「夜の不死鳥」                          | 石原武龍            | 本橋圭太 | 16.1%  |
| 24   | 2009年06月05日    | 死者からの贈り物        | 「殺人予告はリダイヤル」                              | 石原武龍            | 本橋圭太 | 13.5%  |
| 25   | 2010年04月02日    | 呪いの絵馬              | 「京都絵馬堂殺人事件」                                | 石原武龍            | 本橋圭太 | 15.3%  |
| 26   | 10月01日          | 黒い同窓会              | 「ポールポジション」                                  | 石原武龍            | 葉山浩樹 | 14.5%  |
| 27   | 2011年04月08日    | 魔女の囁き              | 「キャピタルゲイン殺人事件」                          | 石原武龍            | 本橋圭太 | 15.7%  |
| 28   | 10月07日          | 漆黒の記憶              | 「京都・金沢殺人事件」                                | 石原武龍            | 本橋圭太 | 15.1%  |
| 29   | 2012年04月13日    | 慟哭の再会              | 「女相続人連続殺人事件」                              | 高橋麻紀            | 樹下直美 | 12.0%  |
| 30   | 9月28日 （前編）  | 龍野武者行列殺人事件    | 山村美紗・西村京太郎（共作） 「龍野武者行列殺人事件」 | 石原武龍            | 本橋圭太 | 11.9%  |
| 30   | 10月05日 （後編） | 龍野武者行列殺人事件    | 山村美紗・西村京太郎（共作） 「龍野武者行列殺人事件」 | 石原武龍            | 本橋圭太 | 12.2%  |
| 31   | 2013年04月19日    | 追憶の彼岸花            | 「哲学の小径の少女」                                  | 高橋麻紀            | 樹下直美 | 10.0%  |
| 32   | 11月22日          | 羅刹の三姉妹            | 「京絵皿の秘密」                                      | 石原武龍            | 樹下直美 | 13.9%  |
| 33   | 2014年04月18日    | 卒都婆小町が死んだ      | 「卒都婆小町が死んだ」                                | 石原武龍            | 本橋圭太 | 10.5%  |
| 34   | 10月24日          | 偽りの代償              | 「レンタル家族殺人事件」                              | 石原武龍 岡崎由紀子 | 樹下直美 |        |
| 35   | 2015年06月26日    | 黒の審判                | 「死体はクーラーが好き」                              | 福田卓郎            | 樹下直美 | 10.0%  |
| 36   | 2016年03月25日    | 惻隠の誤算              | 「京都小犬土鈴殺人事件」                              | 福田卓郎            | 葉山浩樹 | 08.5%  |
| 37   | 2018年11月16日    | 猫を抱いた死体          | 「猫を抱いた死体」                                    | 石原武龍            | 本橋圭太 |        |
| 38   | 2020年04月03日    | 結婚ゲーム              | 「結婚ゲーム」                                        | 金井寛              | 大内隆弘 |        |
| 39   | 2023年03月17日    | 弔の京人形              | 「紅梅屋敷の殺人」                                    | 金井寛              | 本橋圭太 | 8.3%   |

- 視聴率はビデオリサーチ調べ、関東地区・世帯